# Provincia di Moho
La provincia di Moho è una delle 13 province della regione di Puno nel Perù.

## Capoluogo e data di fondazione
Il capoluogo è Moho.
È stata istituita il 13 dicembre 1991.
UBIGEO: 20 13 01
Sindaco (Alcalde): Randolfo Mamani Aracayo(2007-2010)

## Superficie e popolazione
- 1005,25 km²
- 28 149 abitanti (nel 2005)

## Provincie confinanti
Confina a nord con la Provincia di Huancané; a sud, est e a ovest con il Lago Titicaca.

## Geografia antropica

### Suddivisioni amministrative
È divisa in quattro distretti:
- Moho
- Conima
- Huyrapata
- Tilali

## Festività
- 14 settembre: Esaltazione della Santa Croce